# Зильберман, Виктор (боксёр)
Виктор Зильберман (рум. Victor Zilberman, родился 20 сентября 1947, Бухарест, Румыния) — румынский боксёр-любитель, призёр летних Олимпийских игр 1976 года, призёр чемпионатов Европы 1969 и 1975 года, призёр чемпионата Дружественных  армий 1967  года, призёр чемпионата Балканских стран  1969 года, чемпион  Румынии  1968 - 1975  годов.